# IC 268
IC 268 ist eine Spiralgalaxie vom Hubble-Typ SABab? im Sternbild Eridanus am Südsternhimmel. Sie ist schätzungsweise 432 Millionen Lichtjahre von der Milchstraße entfernt und hat einen Durchmesser von etwa 130.000 Lichtjahren.
Im selben Himmelsareal befinden sich u. a. die Galaxien NGC 1158, IC 269, IC 270, IC 272.
Das Objekt wurde am 1. Dezember 1891 vom französischen Astronomen Stéphane Javelle entdeckt.